# Исангано (национальный парк)
Национальный парк Исангано (англ. Isangano National Park) — национальный парк в Северной провинции Замбии. Он занимает площадь 840 квадратных километров. Парк был объявлен национальным парком в 1972 году. Он пришел в упадок из-за проблем, вызванных человеческим поселением и нехваткой средств. Это привело к тому, что в парке стало мало диких животных и дичи. В июле 2007 года были приняты меры по решению этих проблем.

## История
Национальный парк Исангано стал охраняемым заповедником в 1957 году. Статус национального парка ему был присвоен в 1972 году в соответствии с нормативным актом номер 42. После присвоения статуса национального парка парк пришел в упадок из-за отсутствия финансовой поддержки, инфраструктуры, браконьерства и незаконных поселений людей. В июле 2007 года правительство Замбии начало предпринимать шаги по выселению незаконных поселенцев из парка в соответствии с резолюцией Комитета по координации развития провинции. Это было сделано для того, чтобы парк можно было восстановить и пополнить дикими животными.

## География
Национальный парк Исангано занимает площадь в 840 квадратных километров. Он расположен в округах Лувингу и Касама Северной провинции в Замбии. Его ландшафт в основном представляет собой пойму с болотистыми лесами и лугами. Парк является частью болот Бангвеулу и граничит с востока с рекой Чамбеши, а с запада — с равнинами Бангвеулу. Его высота над уровнем моря составляет 1100 метров.

### Дикая природа
В национальном парке Исангано мало диких животных и мало смотровых площадок из-за незаконных поселений людей и охоты для пропитания тех, кто живет в парке. Помимо различных перелетных видов и водоплавающих птиц, которых можно встретить в парке, здесь также можно встретить других распространенных животных, таких как чёрный личи, редунка, ориби и ситатунга.